# Otov
Otov (deutsch Wottawa) ist eine Gemeinde in Tschechien. Sie liegt vier Kilometer südöstlich von Poběžovice und gehört zum Okres Domažlice.

## Geographie
Otov befindet sich am linken Ufer des Baches Černý potok in der Chodská pahorkatina. Nordöstlich erhebt sich der Větrný vrch (Futschaberg, 468 m), im Südosten der Červený vrch (Rother Berg, 498 m), südlich der Pařezovský vrch (Parisauberg, 485 m) und südwestlich die Dublovická hora (Doblowitzberg, 482 m). Nördlich des Dorfes liegt der vom Vlkanovský potok gespeiste Teich Otovský rybník. Westlich verläuft die Bahnstrecke Domažlice–Tachov, der nächste Haltepunkt ist Vlkanov.
Nachbarorte sind Zámělíč und Ohnišťovice im Norden, Meclov im Nordosten, Mračnice, Březí, Bozdíš und Dolni Baldov im Osten, Baldov, Luženice, Luženičky und Draženov im Südosten, Ždánov und Starý Pařezov im Süden, Papírna, Podhamří, Postřekov und Mlýnec im Südwesten, Nový Kramolín und Vlkanov im Westen sowie Šitboř und Poběžovice im Nordwesten.

## Geschichte
Die erste urkundliche Erwähnung von Otov erfolgte im Jahre 1239, als König Wenzel I. das Dorf zusammen mit weiteren Ortschaften dem Kloster Kladruby überschrieb. 1379 war das Dorf in der Pilsener berní rula aufgeführt. Während des 15. und 16. Jahrhunderts war in Otov die Vladikenfamilie Rochce von Otov ansässig, die von den Příchovský von Příchovice abstammte und in den Diensten des Geschlechts Dobrohošť von Ronšperk stand. Der Herrenhof befand sich südlich des Dorfes; eine Feste gab es in Otov nicht. Seit 1537 gehörte Otov zur Herrschaft Ronšperk. In der berní rula von 1654 sind für Wottawa zehn Bauern aufgeführt. Der erste schriftliche Nachweis über die Wottawaer Mühle stammt von 1657. Im Jahre 1757 gab es in Wottawa 21 Bauern. Nach der Einführung der Schulpflicht im Jahre 1774 wurden die Wottawaer Kinder in Metzling unterrichtet, wohin das Dorf auch eingepfarrt war.
Nach der Aufhebung der Patrimonialherrschaft bildete Wottawa / Otov ab 1850 mit den Ortsteilen Altparisau und Neu Parisau eine Gemeinde im Gerichtsbezirk Bischofteinitz. Seit 1869 gehörte die Gemeinde zum Bezirk Bischofteinitz. 1871 wurde in Wottawa eine eigene Schule eröffnet, der Unterricht fand in deutscher Sprache statt. Im Jahre 1913 lebten in den 51 Häusern von Wottawa 331 Personen. In der Schule wurden 111 Kinder in drei Klassen unterrichtet. Den Meierhof bewirtschafteten die Reichsgrafen Coudenhove-Kalergi auf Ronsperg.
Im Jahre 1930 lebten in Wottawa 715 Personen. Nach dem Münchner Abkommen wurde Wottawa dem Deutschen Reich zugeschlagen und gehörte bis 1945 zum Landkreis Bischofteinitz. 1939 hatte die Gemeinde 719 Einwohner und bestand aus 66 Häusern. In den letzten Tagen des Zweiten Weltkrieges versuchten sechs junge Tschechen aus Postřekov, den Abtransport der Vorräte aus der Mühle durch die SS zu verhindern. Sie wurden gefangenen genommen und zu Tode gefoltert. Nach anderer Darstellung wollten am 4. Mai sechs Partisanen einige versprengte deutsche Soldaten entwaffnen. Die Ortschronik des nahen Dorfes Mlýnec (Linz) sagt: „Die Folge dieses Leichtsinns war der Tod von sechs jungen Burschen aus Possigkau, die glaubten, sich am Ende des Krieges noch Lorbeeren zu verdienen.“ Am 10. Mai 1945 kam es in Wottawa zu einem Überfall tschechischer Partisanen auf die deutsche Zivilbevölkerung, wobei vier Einwohner und zwei deutsche Soldaten getötet wurden; am 10. Juni wurden weitere acht Bewohner verschleppt, ohne je wieder aufzutauchen.
Nach dem Ende des Zweiten Weltkrieges wurden die meisten Deutschen aus Otov vertrieben und Tschechen angesiedelt. Seit 1960 gehört die Gemeinde Otov zum Okres Domažlice. Im Jahre 1961 wurde Otov nach Nový Kramolín eingemeindet. 1972 schloss die Schule, seitdem werden die Kinder in Poběžovice unterrichtet. In den 1980er Jahren wurden der Meierhof und die Mühle abgebrochen; am Dorfplatz entstanden Plattenbauten. Zwischen 1985 und 1990 gehörte Otov als Ortsteil zu Poběžovice. Beim Zensus von 1991 lebten in den 32 Wohnhäusern von Otov 114 Personen.

## Sehenswürdigkeiten
- Bildstock, südlich des Dorfes am Feldweg zum ehemaligen Hof
- Gedenkstein an der ehemaligen Mühle für sechs junge Tschechen aus Postřekov, die am 4. Mai 1945 in der Mühle von der SS ermordet wurden, enthüllt 1955
- Naturdenkmal Červený vrch
- Reste von Stollen aus der Zeit des Bergbaus auf Feldspat am Větrný vrch und Červený vrch